# Pastorie van Nijlen

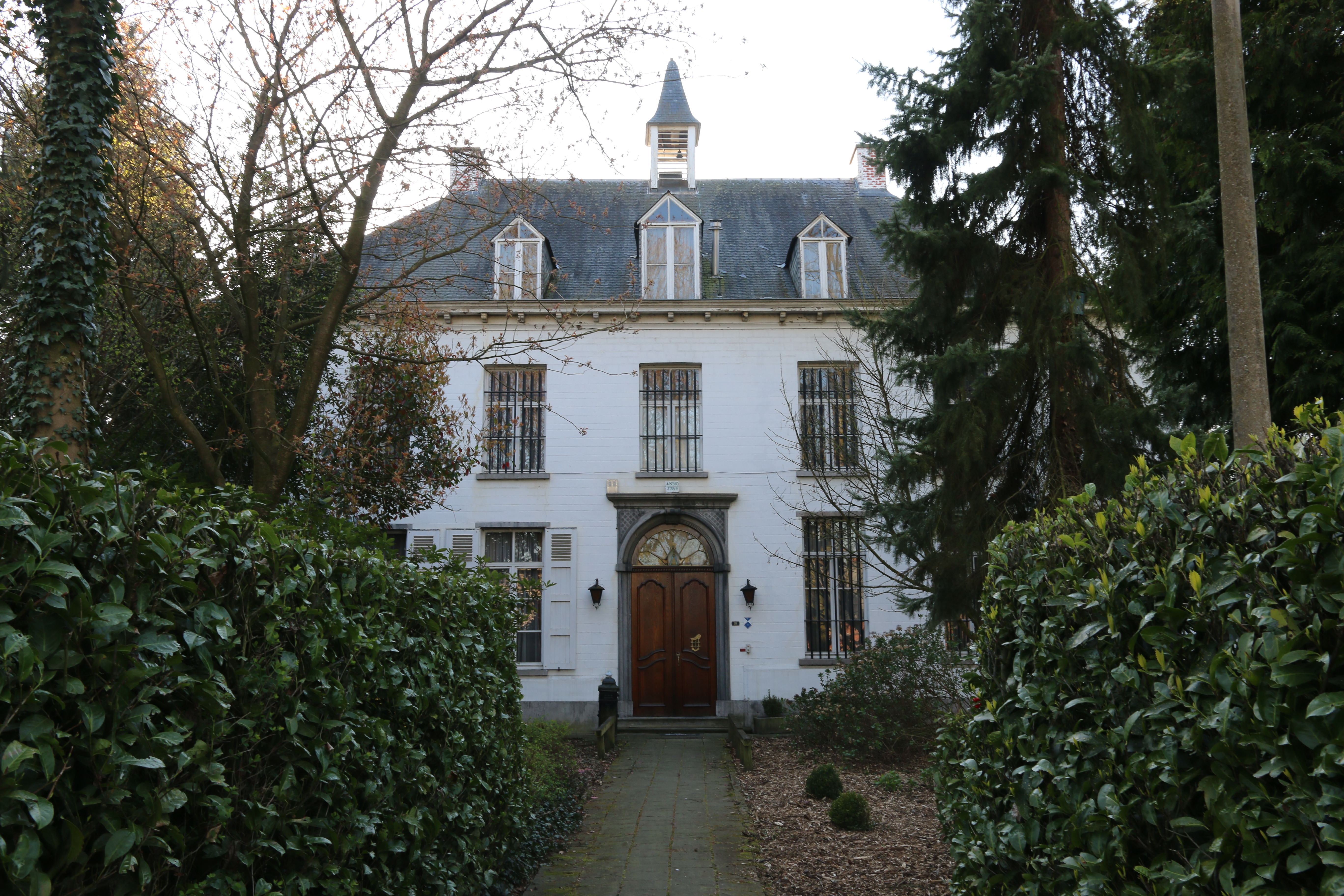
De pastorie

Buiten het centrum van de Belgische gemeente Nijlen staat de pastorie van Nijlen, dat traditioneel door de pastoor werd bewoond. Het werd door een Koninklijk Besluit op 13 april 1981 geklasseerd als monument. Wanneer ze exact op de huidige plaats is gebouwd, is nog niet juist achterhaald. Opmerkelijk is dat de achterkant oorspronkelijk de voorkant was.

## Geschiedenis
De pastorie van Nijlen heeft een bewogen geschiedenis. Tijdens de Franse Revolutie werd dit kerkgoed aangeslagen en zo ging het gebouw over in privébezit. Pas in 1821 werd de gemeente Nijlen juridisch eigenaar van de pastorie.

### De Vest
Omdat in de periodes van de 17e eeuw, van rust en voorspoed erg zeldzaam waren en oorlogen en rampen de Kempen teisterden, was er een vest rond het huis. Deze vest moesten de bewoners en dorpelingen beschermen bij de inval van vijandige legers en troepen.

### De brand
In 1747 legerde de vorst van Waldeck met zijn troepen in Nijlen met als doel op de belegering van Lier en Antwerpen. Op 23 juni 1747 brandde het pastoreel huis af, door een onvoorzichtigheid van de kok van de vorst. In hetzelfde jaar werd de pastorie terug herbouwd, maar zonder eerste verdieping. Pas in 1850 werd er een verdieping bijgebouwd. De bouwstijl van de verdieping is minder majestatisch dan de rest van het gebouw. 

### Moord
Op 2 januari 1842 pleegde Hendrik De Backer een laffe aanval op de toenmalige pastoor, Petrus De Groof, in de huidige spreekkamer. Juist waarom de pastoor werd vermoord is voor velen een raadsel. Waarschijnlijk ging het om een roofmoord. Een week later stierf de pastoor aan zijn verwondingen en op 11 mei 1842 werd de dader onthoofd op de Grote Markt in Lier.

### Extra bescherming
In 1892, liet de opvolger van pastoor De Groof, pastoor De Mets, grilwerk en een poort voor de slaapkamer van de pastoor aanbrengen. Daarnaast werd er een torenklokje aangebracht in de slaapruimte van de eerste dienstbode, om de dorpelingen te verwittigen als er onraad was op de pastorie. Het klokje is tot nu toe stil gebleven. In 1910 werd er een bijgebouw opgetrokken dat dienstdeed als bijkeuken.

## Restauraties
Het gemeentebestuur van Nijlen heeft goede zorg gedragen voor het gebouw, dat niet enkel voor de woonst van de pastoor moest dienen, maar ook voor de uitoefening van de ambt. Nog nooit in de geschiedenis werd de pastorie voor deze ambtelijke functie gebruikt als nu. Zowel de pastoors, als het gemeentebestuur zorgen voor het enige historische gebouw, zodat alles in de oorspronkelijke staat zou blijven. In 1968 werd door het gemeentebestuur een belangrijke restauratie uitgevoerd. Het originele deel van het gebouw werd zo goed mogelijk behouden, en ook de historische gegevens bleven gerespecteerd. Ook in 1975 en 1979 werden er restauraties uitgevoerd. Anno 2009 is de pastorie meer een functioneel gebouw dan dat het gezien wordt als bezienswaardigheid.